# هلة قوش
هلة قوش هي قرية في مقاطعة أرومية، إيران. يقدر عدد سكانها بـ 238 نسمة بحسب إحصاء 2016.